# مارسيلان بيرتيلو
مارسيلان بيير أوجين بيرتيلو (بالفرنسية: Marcellin (ou Marcelin) Pierre Eugène Berthelot)‏ ـ (25 أكتوبر 1827 ـ 18 مارس 1907) هو كيميائي وسياسي فرنسي، يعتبره البعض أحد أعظم الكيميائيين على مدى التاريخ. عرف باكتشافه مبدأ طومسن ـ بيرتيلو في الكيمياء الحرارية، كما قام بتخليق العديد من المركبات العضوية من مكونات غير عضوية، وأبطل بذلك نظرية الأصل الحيوي للمركبات العضوية vitalism.
كرمت الدولة الفرنسية بيرتيلو بعد وفاته بدفنه مع زوجته في مقبرة العظماء بباريس (البانتيون).

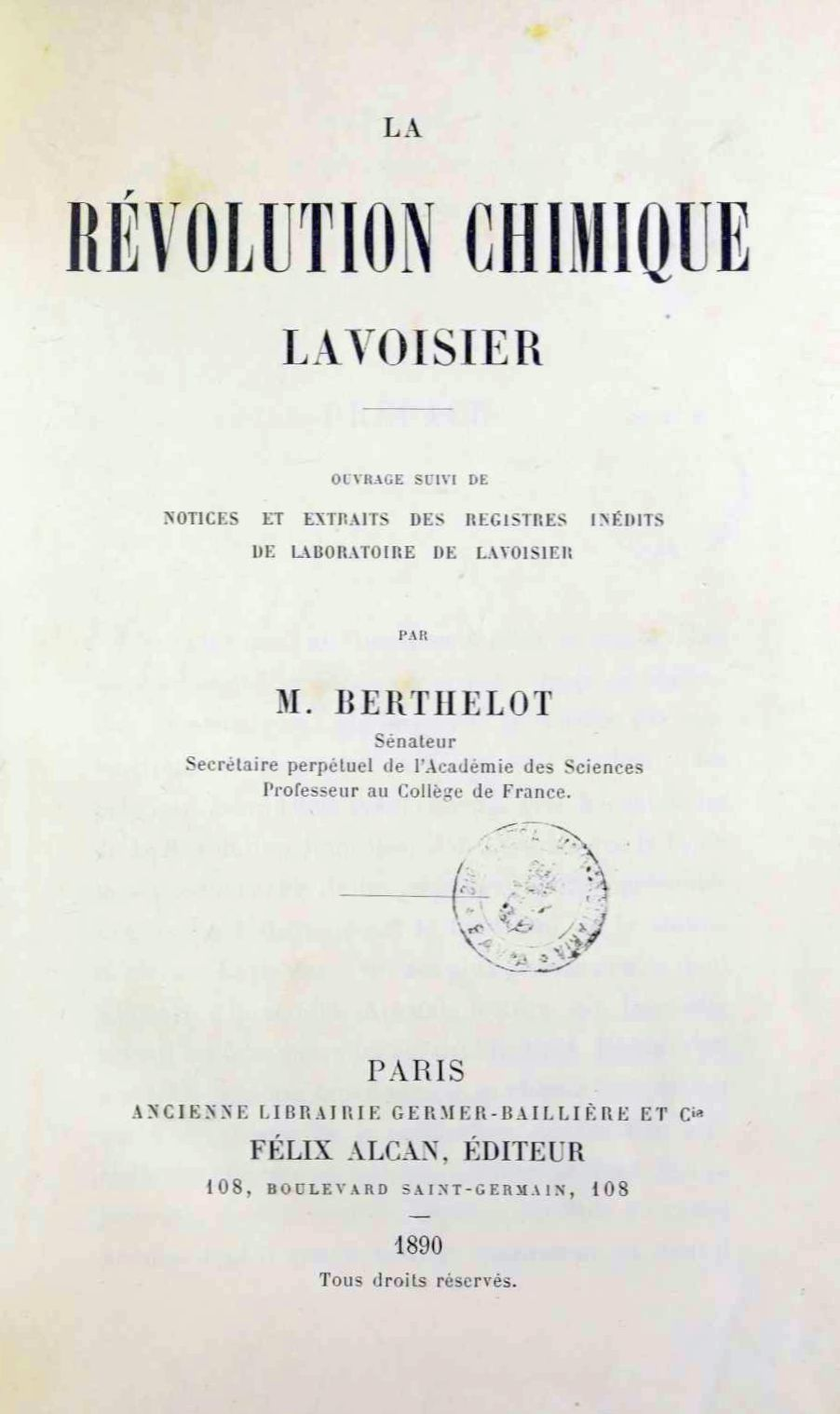
La Révolution chimique, 1890

## أنظر أيضًا
- رودلف برلين

## روابط خارجية
- مارسيلان بيرتيلو على موقع الموسوعة البريطانية (الإنجليزية)
- مارسيلان بيرتيلو على موقع إن إن دي بي (الإنجليزية)